# ادبیات باستان
ادبیات باستان عبارت است از سندها و نوشته‌های مذهبی و علمی، داستان، شعر و نمایشنامه، فرمان‌ها و اعلامیه‌های سلطنتی و سایر شکل‌های نوشته است که به واسطه اشیای مختلف مانند سنگ، لوح سنگی، ورق پاپیروس، برگ درخت خرما و فلز ثبت و ضبط شده است. پیش از گسترش نوشتن، ادبیات شفاهی همیشه دوام نمی‌آورد، هرچند که برخی متون و قطعات از این نوع ادبیات بر جای مانده‌اند. می‌توان نتیجه گرفت که تعداد نامعلومی از آثار مکتوب نیز احتمالاً از گزند زمان در امان نمانده و نابود شده‌اند. آگوست نیچکه برخی از داستان‌ها و افسانه‌های پریان را آثاری ادبی تلقی می‌کند که به عصر یخبندان و راویان عصر میان‌سنگی بازمی‌گردد

## فهرست متون باستان

### عصر برنز
اوایل عصر برنز: هزاره سوم قبل از میلاد (تاریخ تقریبی نشان‌داده‌شده). قدیمی‌ترین ادبیات مکتوب به حدود ۲۶۰۰ سال قبل از میلاد (به زبان سومری کلاسیک) برمی‌گردد. اولین نویسندهٔ ادبی شناخته‌شده، انهدوآنا نام داشته که یک زن کشیش سومری بوده و حدوداً ۲۴ قرن قبل از میلاد می‌زیسته است. تعیین تاریخ برخی متون ادبی دشوار است، مانند کتاب مردگان که در پاپیروس آنی در حدود ۱۲۴۰ سال قبل از میلاد ثبت شده، اما نسخه‌های دیگر این کتاب احتمالاً متعلق به قرن ۱۸ قبل از میلاد هستند.
- ۲۶۰۰: متون سومری از ابو صلابیخ، از جمله دستور شوروپاک و سرود معبد کش
- ۲۶۰۰: زندگانی مِتجِن، به‌دست‌آمده از سقاره، به مصری[۴]
- ۲۵۰۰: خاطرات مِرِر (قدیمی‌ترین پاپیروس) به مصری
- ۲۴۰۰: متون اهرام، شامل سرود آدم‌خوار، به مصری
- ۲۴۰۰: قانون اوروکاگینا به مصری[۵]
- ۲۴۰۰: سنگ پالرمو به مصری
- ۲۳۵۰: افسانه‌های پتاهوتپ به مصری
- ۲۲۷۰: سرودهای انهدوآنا به سومری
- ۲۲۵۰: زندگی‌نامهٔ خودنوشت وِنی به مصری
- ۲۰۰۰–۲۲۵۰: اولین داستان‌های حماسهٔ گیلگمش به سومری[۶][۷]
- ۲۲۰۰: زندگی‌نامهٔ خودنوشت حَرخوف به مصری[۸]
- ۲۱۰۰: نفرین اکد به سومری
- ۲۱۰۰: مناظرهٔ پرنده و ماهی به سومری
- ۲۰۵۰: قانون اورنامو به سومری
- ۲۰۰۰: متون تابوت به مصری
- ۲۰۰۰: مرثیهٔ اور به سومری
- ۲۰۰۰: انمرکار و فرمانروای ارته به سومری

عصر برنز میانه: حدود ۲۰۰۰ تا ۱۶۰۰ قبل از میلاد (تاریخ تقریبی نشان‌داده‌شده)
- ۱۹۰۰–۲۰۰۰: داستان دریانورد کشتی‌شکسته به مصری[۹]
- ۱۹۵۰: قانون اشنونا به اکدی
- ۱۹۰۰: افسانه اتن به اکدی[۱۰]
- ۱۹۰۰: قانون لیپیت ایشتار به سومری
- ۱۸۴۰–۱۸۵۹: دهقان سخنور به مصری[۱۰]
- ۱۸۴۰–۱۸۵۹: داستان سینوهه (به زبان هیراطیقی) در مصر[۱۰]
- ۱۸۴۰–۱۸۵۹: اختلاف میان یک مرد با روحش به مصری[۱۰]
- ۱۸۱۳–۱۸۵۹: تعالیم وفاداری به مصری[۱۰]
- ۱۸۵۰: متون کولتپه به اکدی
- ۱۸۰۰: انوما الیش به اکدی
- ۱۷۸۰: نامه‌های ماری از جمله حماسه زیمری لیم به اکدی
- ۱۷۵۴: لوح قانون حمورابی به اکدی
- ۱۷۵۰: متن آنیتا متعلق به هیتی‌ها
- ۱۷۰۰: حماسهٔ آترا-هاسیس به اکدی
- ۱۷۰۰: پاپیروس وستکار به مصری
- ۱۷۰۰: حماسهٔ گیلگمش به اکدی
- ۱۶۵۰: پاپیروس ایپوور به مصری
- ۱۶۰۰: پیدایش اِریدو به اکدی

اواخر عصر برنز: حدود. ۱۶۰۰ تا ۱۲۰۰ قبل از میلاد (تاریخ تقریبی نشان‌داده‌شده)
- ۱۶۰۰: قانون نِسیلیم متعلق به هیتی‌ها
- ۱۵۰۰: مرد فقیر اهل نیپور به اکدی[۱۱]
- ۱۵۰۰: ریگ‌ودا به سانسکریت ودایی[نیازمند منبع]
- ۱۵۰۰: سوگند نظامی هیتی‌ها
- ۱۲۰۰–۱۵۰۰: افسانه کِرِت به زبان اوگاریتی
- ۱۵۵۰: کتاب مردگان به مصری
- ۱۵۰۰: سلسلهٔ دونوم به اکدی[۱۲]
- ۱۴۰۰: ازدواج نرگال و ارشکیگال به اکدی
- ۱۴۰۰: زندگی‌نامه خودنوشت کوریگالزو به اکدی
- ۱۴۰۰: نامه‌های عمارنه به اکدی
- ۱۳۳۰: سرود بزرگ برای آتون به مصری
- ۱۲۴۰: پاپیروس انی، کتاب مردگان، به مصری
- ۹۰۰–۱۲۰۰: نسخه اکدی و داستان‌های تازه‌تر در حماسهٔ گیلگمش
- ۱۲۰۰: حماسه توکولتی-نینورتا به اکدی
- ۱۲۰۰: داستان دو برادر به مصری[۱۳]

### عصر آهن
متون عصر آهن مربوط به پیش از اروپای دوران قدیم: قرون ۱۲ تا ۸ پیش از میلاد
- ۸۰۰–۱۲۰۰: تاریخ تقریبی سانسکریت ودایی
  - یاجورودا
  - آتارواودا
  - ساماودا
- ۱۰۵۰: داستان ونامون به مصری
- ۱۰۵۰: ساکیکو (SA.GIG) به اکدی[۱۴]
- ۱۰۵۰: الهیات بابلی[۱۴]
- ۱۰۰۰: شی چینگ (Shījīng)
- ۱۰۰۰: دیالوگ نومیدی به اکدی
- ۹۰۰: افسانه ارا به اکدی
- ۹۰۰: آرنیکه به سانسکریت ودایی

### اروپای دوران قدیم

#### قرن ۹ قبل از میلاد
- یی چینگ (I Ching)

#### قرن ۸ قبل از میلاد
- چرخه جنگ تروا در یونان، از جمله ایلیاد و ادیسه
- ۵۰۰–۸۰۰ قبل از میلاد: سانسکریت ودایی
  - براهمنه‌ها
  - اوپانیشاد بریهدآرنیکه
  - اوپانیشاد ایشا
  - اوپانیشاد چاندوگیه
  - اوپانیشاد آیتریه
  - اوپانیشاد تیتریه
- قدیمی‌ترین کتاب‌های کتاب مقدس عبری (کتاب ناحوم، کتاب هوشع، کتاب عاموس، کتاب اشعیا)[نیازمند منبع]

#### قرن ۷ قبل از میلاد
- سانسکریت ودایی
  - شولبا سوترا (حاوی هندسه مربوط به ساخت محراب آتش)
    - ماناوا سولباسوترا
    - باودایانا سوترا

  - شاتاپاتا برهمانا - تفسیر وداها
  - نیروکتا (رساله‌ای در باب ریشه‌شناسی، دسته‌بندی واژگانی و معناشناسی کلمات سانسکریت)
  - اوپانیشاد کائوسیتاکا
- یونانی:
  - هزیود: تئوگونیا و کارها و روزها
  - آرخیلوخوس
  - آلکمان
  - سمونیدهای آمورگوس
  - سولون
  - میمنرموس
  - استسیخروس
- شوچینگ (Shūjīng) (بخش‌های اصیل)

#### قرن ۶ قبل از میلاد
- فارسی:
  - استوانه کوروش
- کتاب مقدس عبری: مزامیر[۱۵] (طبق قدمت متأخر)[نیازمند منبع]، کتاب حزقیال، کتاب دانیال (بر اساس تاریخ‌گذاری محافظه‌کارانه یا اولیه)[نیازمند منبع]
- سانسکریت:
  - سوشروتا: سوشروتا سمهیتا (کتاب جراحی و پزشکی)
  - کاپیلا: سامخیا-سوترا، کاپیلانیایاابهاسا، کاپیلا گیتا، درشتانتارا یوگا
  - کانادا: Vaiśeṣika Sūtra (کتابی در مورد اتم‌شناسی)
  - کاشیاپا سامهیتا (کتاب پزشکی)
  - پراتیشاخیاس
- یونانی:
  - سافو
  - ایبیکوس
  - آلکایوس میتیلینی
  - حکایت‌های ازوپ

#### قرن ۵ قبل از میلاد
- سانسکریت:
  - پانینی: اصطحیایی
  - اوپانیشاد کنه
  - آپاستامبا: آپاستامبا دارماسوترا ، آپاستامبا اسمریتی
- زبان اوستایی: یشت
- چینی:
  - سالنامه بهار و پاییز (چونکیو) (۷۲۲–۴۸۱ قبل از میلاد، سالنامه ایالت لو)
  - کنفوسیوس: منتخبات کنفوسیوس (Lúnyǔ)
  - لی‌چی (Lǐjì)
  - نظرات زو (Zuǒzhuàn)
  - کتاب موزی (Mòzǐ)
  - سون تزو: هنر رزم (Sūnzǐ Bīngfǎ)
- یونانی:
  - پیندار: قصاید
  - هرودوت: تاریخ هرودوت
  - توسیدید: تاریخ جنگ پلوپونزی
  - آیسخلوس: نیازآوران, ایرانیان, مخالفان هفت‌گانه تب, اورستیا
  - سوفوکل: ادیپ شهریار، ادیپ در کولونوس، آنتیگونه، الکترا و نمایشنامه‌های دیگر
  - اوریپید: آلسِست، مده‌آ، هراکلیدا، هیپولوتوس، آندروماخ، هکابه، نیازآوران، الکترا، هراکلس، زنان تروا، ایفیگینیا در تائوریس، آیون، هلن، زنان فنیقی، اورستِس، باکخای، ایفیگینیا در آولیس، سیکلوپس، رِسوس
  - آریستوفان: آشارنی‌ها، نجیب‌زادگان، ابرها، زنبورها، صلح، پرندگان، لیسیستراتا، تسموفوریازوس، قورباغه‌ها، زنان در شورا، پلوتوس
- عبری: تاریخ متن موجود تورات

#### قرن ۴ قبل از میلاد
- سانسکریت:
  - اوپانیشاد
  - اوپانیشاد پرشنه
  - اوپانیشاد موندکه
  - اوپانیشاد ماندوکیه
  - بهادراباهو: کالپا سوترا
  - چانکایا : ارته‌شاستره، چاناکیا نیتی
  - سالی‌هوترا: شالی‌هوترا سامهیتا (رساله‌ای دربارهٔ دامپزشکی)
  - ویاسه: مهاباراتا، پورانه‌ها، برهما سوتراس
  - جیمینی: میمامسا سوتراس، جیمینی سوتراس، آشوامدیکا پروا
  - والمیکی: رامایانا
  - باسا: سواپناواساواداتام، پانکاراترا، پراتیجنا یاوگاندارایانام، پراتیماناتاکا، آبیشکاناتاکا، بالاچاریتا، کارنابهارام، دوتاغاتوتکاکا، چاروداتا، اوگایوگا و مادیاهاو.
- پالی: تیپیتاکا[۱۶]
- عبری: سفر ایوب، آغاز ادبیات حکمت عبری
- تورات عبری که پنج کتاب یا پنج کتاب موسی نیز نامیده می‌شود[۱۷][۱۸][۱۹] با ویرایش نهایی بین ۹۰۰ و ۴۵۰ قبل از میلاد. [نیازمند منبع]
- چینی:
  - لائوتسه: دائو ده جینگ
  - کتاب چوانگتسی
  - کتاب منسیوس
  - شانگ یانگ: کتاب لرد شانگ (شانگ جون شو)
- فارسی:
  - سنگ‌نوشته داریوش یکم در نقش رستم
- یونانی:
  - گزنفون: آناباسیس، کوروش‌نامه، اکونومیکوس، یادبود
  - ارسطو: اخلاق نیکوماخوسی، متافیزیک، ارغنون، فیزیک، تاریخ حیوانات، اعضای جانوران، حرکت حیوانات، دربارهٔ جهان، در آسمان، فن شعر، سیاست، اخلاق کبیر
  - آثار افلاطون
  - اقلیدس: اصول اقلیدس
  - مناندر: دیسکولوس
  - تئوفراستوس: تاریخچه گیاهان